# 徳王稲荷社金刀比羅社

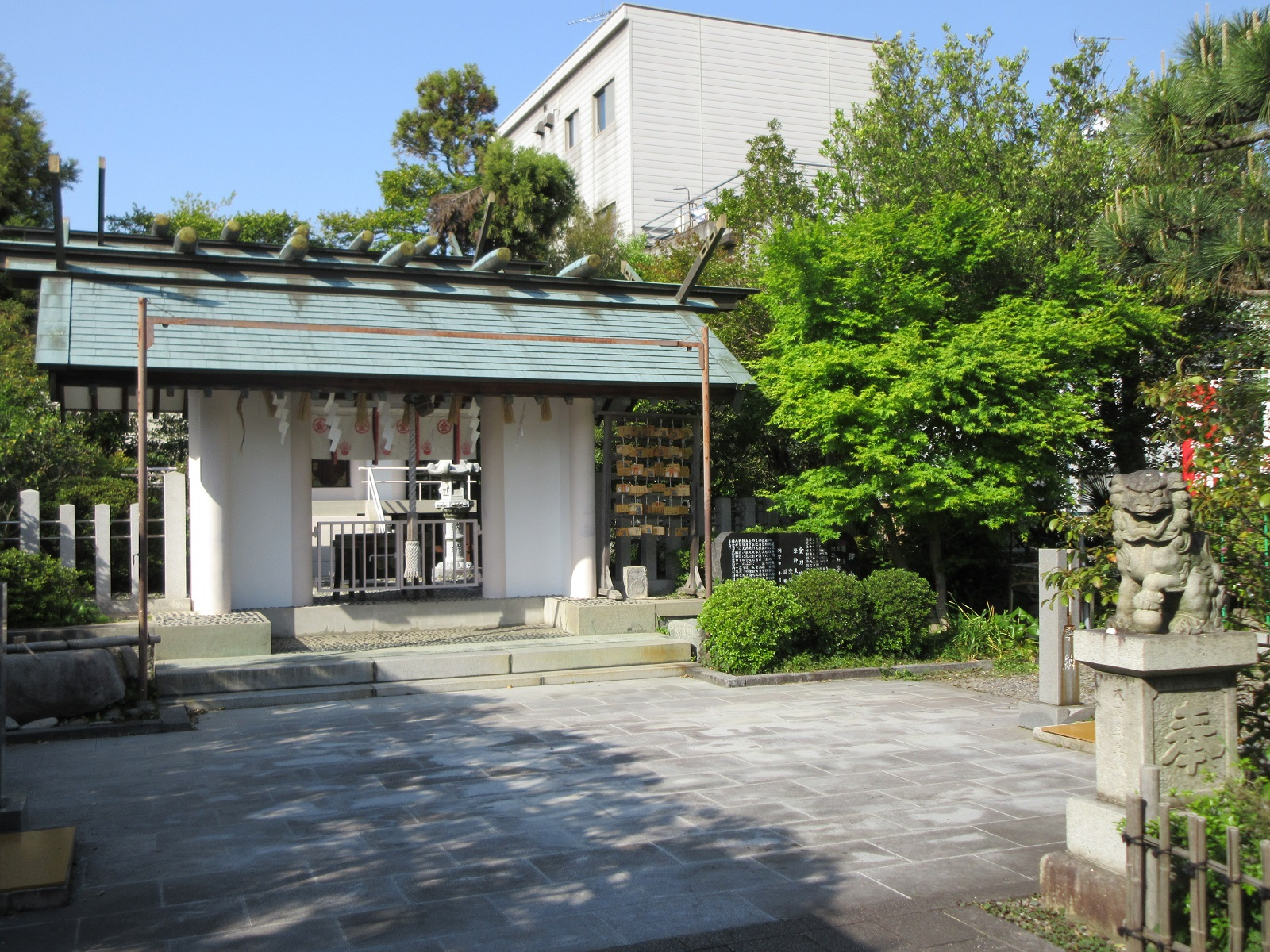
本殿と狛犬

徳王稲荷社金刀比羅社（とくおういなりしゃ ことひらしゃ）は、愛知県岡崎市に鎮座する神社。通称、徳王神社（とくおうじんじゃ）とも言う。

## 概要
岡崎市中心部の西中町に鎮座し、徳王稲荷社と金刀比羅社の2社を合祀している。両社とも1945年（昭和20年）の岡崎空襲により焼失し、1967年（昭和42年）に合祀する形で新たに建立された。
境内には藤棚があり、毎年4月下旬から5月下旬にかけて「藤まつり」が開かれる。

### 祭神
徳王稲荷社
- 宇気比売神

金刀比羅社
- 大穴牟遅神
- 猿田彦神
- 崇徳天皇

### 境内摂社
- 金山神社
- 秋葉神社
- 天神地祇社
- 御嶽神社

## 歴史
徳王稲荷社は、1507年（永正3年）に今川氏親の発願により、稲熊の郷石山の地に稲荷大神が勧請されたのを起源とする。1893年（明治26年）1月3日に両町に移転し、同年1月26日に徳王稲荷社に改称された。1920年（大正9年）4月12日には村社に列せられ、7月9日に神饌幣帛料供進神社に指定された。1945年（昭和20年）7月20日の岡崎空襲により社殿が焼失した。
一方の金刀比羅社は、建保の世（1215年頃）に本間三郎重光の臣伴隼人、北野天神の祠官として奉仕したのが起源とされている。永禄の世（1560年頃）に両町に住む伴孫太郎が徳川家康に弓弦を献じたことにより、弦指屋敷と称せられ、徳川家康も射的のために訪れたとされる。1813年（文化9年）10月に伴氏屋敷内に事比羅大神を奉祀、後に中町に移転した。1945年（昭和20年）7月20日の岡崎空襲により社殿や藤棚が焼失した。 
1967年（昭和42年）4月、徳王稲荷社・金刀比羅社の合祀が決定し、元金刀比羅社境内に新社殿を造営した。

## 祭事

### 主な日程
- 1月1日 - 元旦祭
- 4月11日 - 徳王稲荷社春季大祭
- 4月下旬～5月上旬 - 藤まつり
- 7月7日 - 七夕祭
- 10月10日 - 金刀比羅社秋季大祭
- 12月23日 - 天長祭
- 12月31日 - 大祓式、除夜祭

### こんぴらさんの藤まつり
1945年（昭和20年）7月20日の岡崎空襲により徳王稲荷社・金刀比羅社の両社殿、藤棚が全て焼失した。1967年（昭和42年）に徳王稲荷社・金刀比羅社の合祀により元金刀比羅社境内に新社殿が造営された。その工事に伴い、境内の片隅に根だけ焼け残り蔓を伸ばしていた径5cmほどの藤3株を移植し、棚を設け大切に育てると、奇跡的に往古を偲ばす170cmを超す長藤が復活した。
毎年4月下旬には「東海道一の長藤」と讃えられる「こんぴらさんの藤まつり」が行われる。 5月上旬までは夜間照明が施される。

## 交通アクセス
- 名鉄バス「徳王神社前」停留所下車、徒歩で約1分。